# Beaulieu-lès-Loches
Beaulieu-lès-Loches ist eine französische Gemeinde mit 1.746 Einwohnern (Stand: 1. Januar 2022) im Département Indre-et-Loire in der Region Centre-Val de Loire; Beaulieu-lès-Loches gehört zum Arrondissement Loches und zum Kanton Loches. Die Einwohner werden Bellilociens genannt.

## Geographie
Beaulieu-lès-Loches liegt etwa 38 Kilometer südöstlich von Tours an der Indre. Umgeben wird Beaulieu-lès-Loches von den Nachbargemeinden Ferrière-sur-Beaulieu im Norden und Osten, Perrusson im Süden sowie Loches im Westen.

## Geschichte
Hier in Beaulieu wurde das Religionsedikt nach dem fünften Hugenottenkrieg 1576 geschlossen, womit eine weite Religionsfreiheit begründet wurde. 

## Bevölkerungsentwicklung
| 1962                       | 1968 | 1975 | 1982 | 1990 | 1999 | 2006 | 2018 |
| -------------------------- | ---- | ---- | ---- | ---- | ---- | ---- | ---- |
| 1827                       | 1756 | 1769 | 1768 | 1864 | 1720 | 1690 | 1764 |
| Quellen: Cassini und INSEE |      |      |      |      |      |      |      |

## Sehenswürdigkeiten
- Kirche Saint-Laurent aus dem 15. Jahrhundert (Monument historique), die Kirche Saint-André und Saint-Pierre existieren nicht mehr
- frühere Abtei Saint-Pierre-et-Saint-Paul von Beaulieu, 1007 durch Fulko III. gegründet, vom Konvent von Viantaise seit 1643 genutzt, Monument historique
- Haus der Tempelritter
- La Croix Bonnin (Cromlech) am Abzweig der Rue de la Tour Chevalleau mit der Rue de Linière
- Siechenhaus aus dem 12. Jahrhundert
- Turm Chevaleau aus dem 12. Jahrhundert

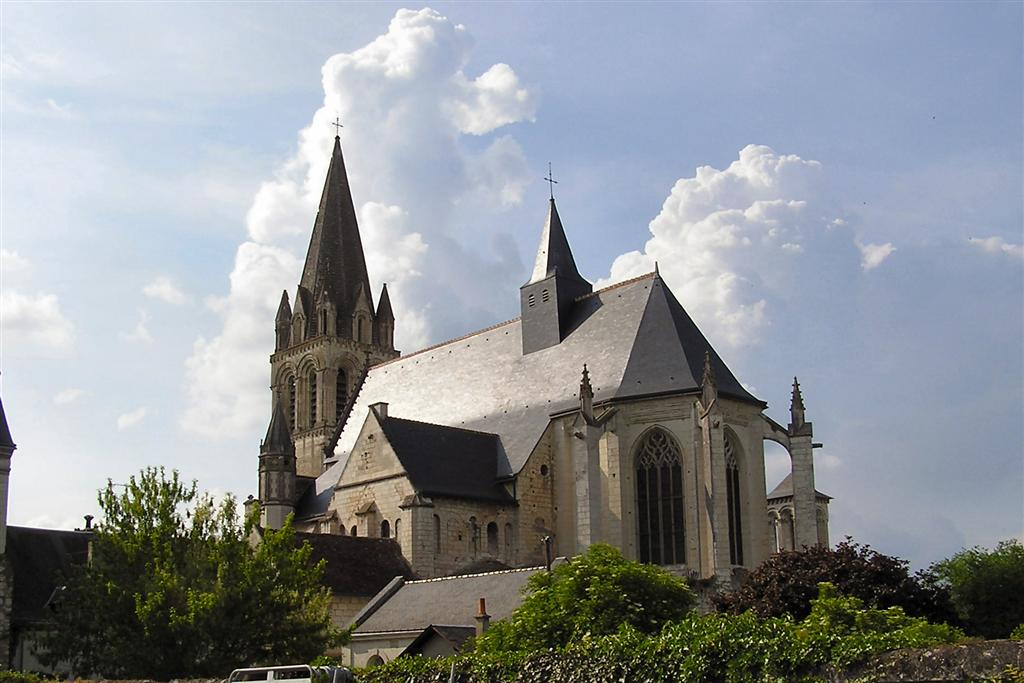
Klosterkirche und Abtei
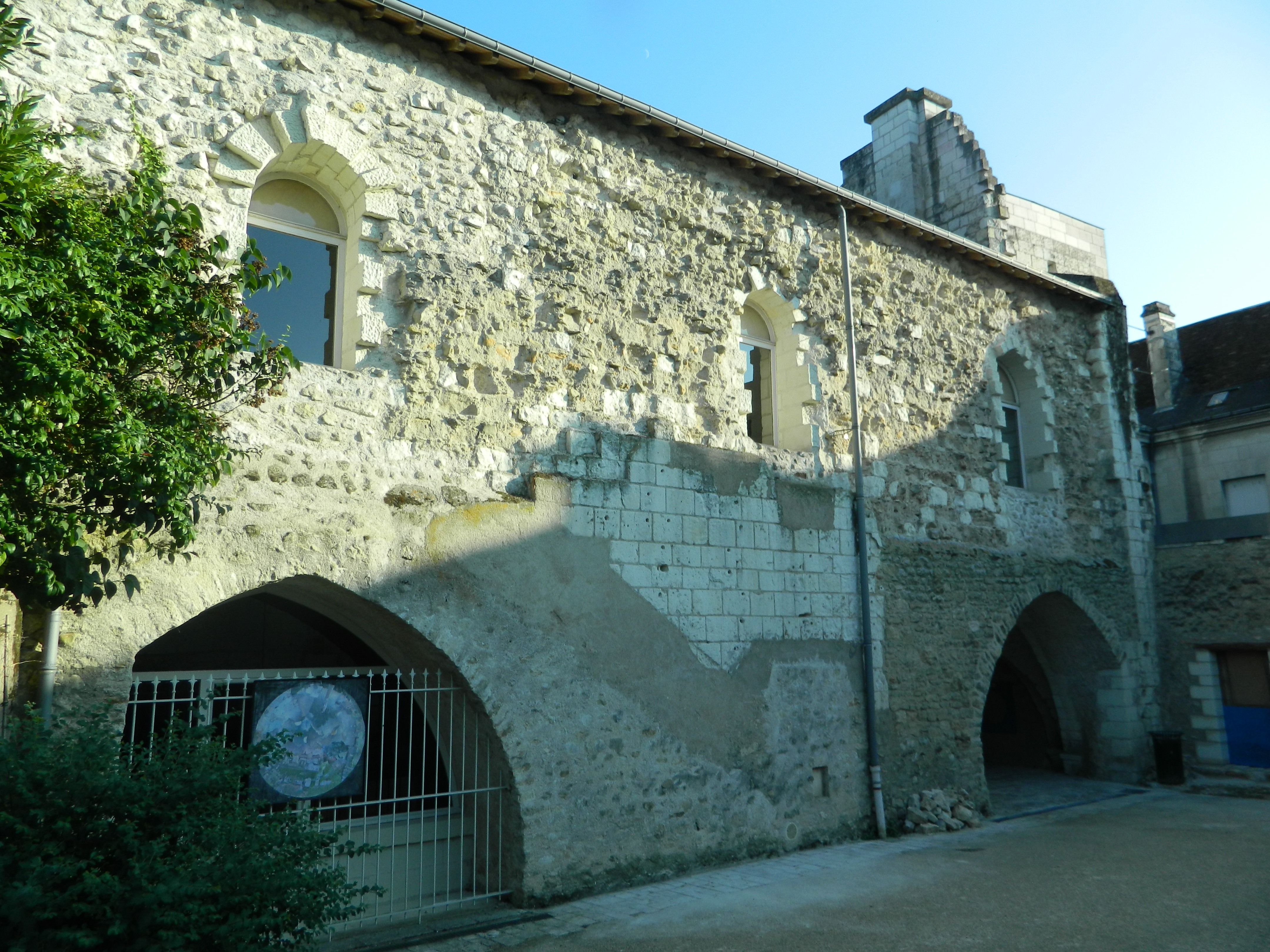
Haus der Templer
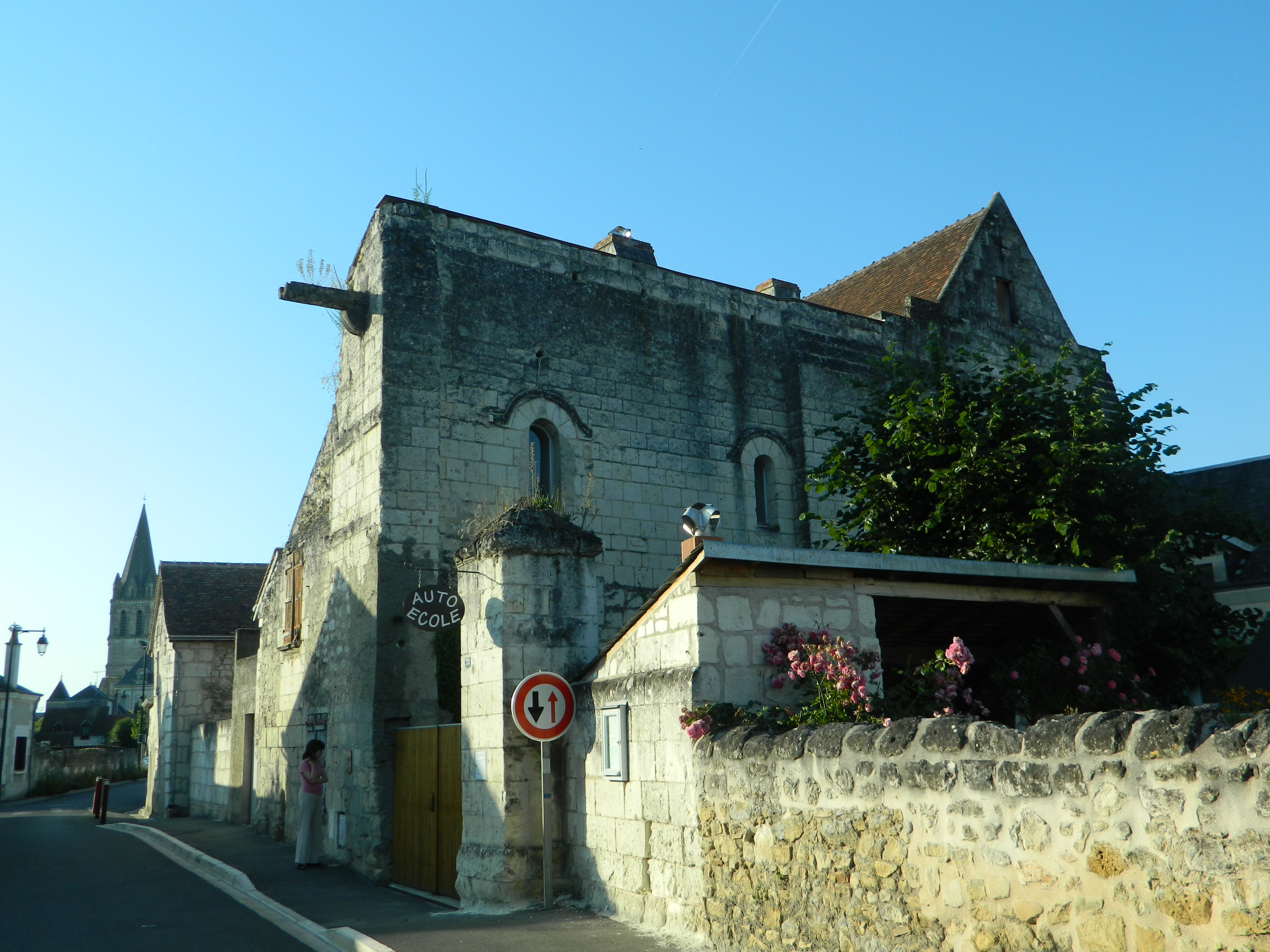
Siechenhaus
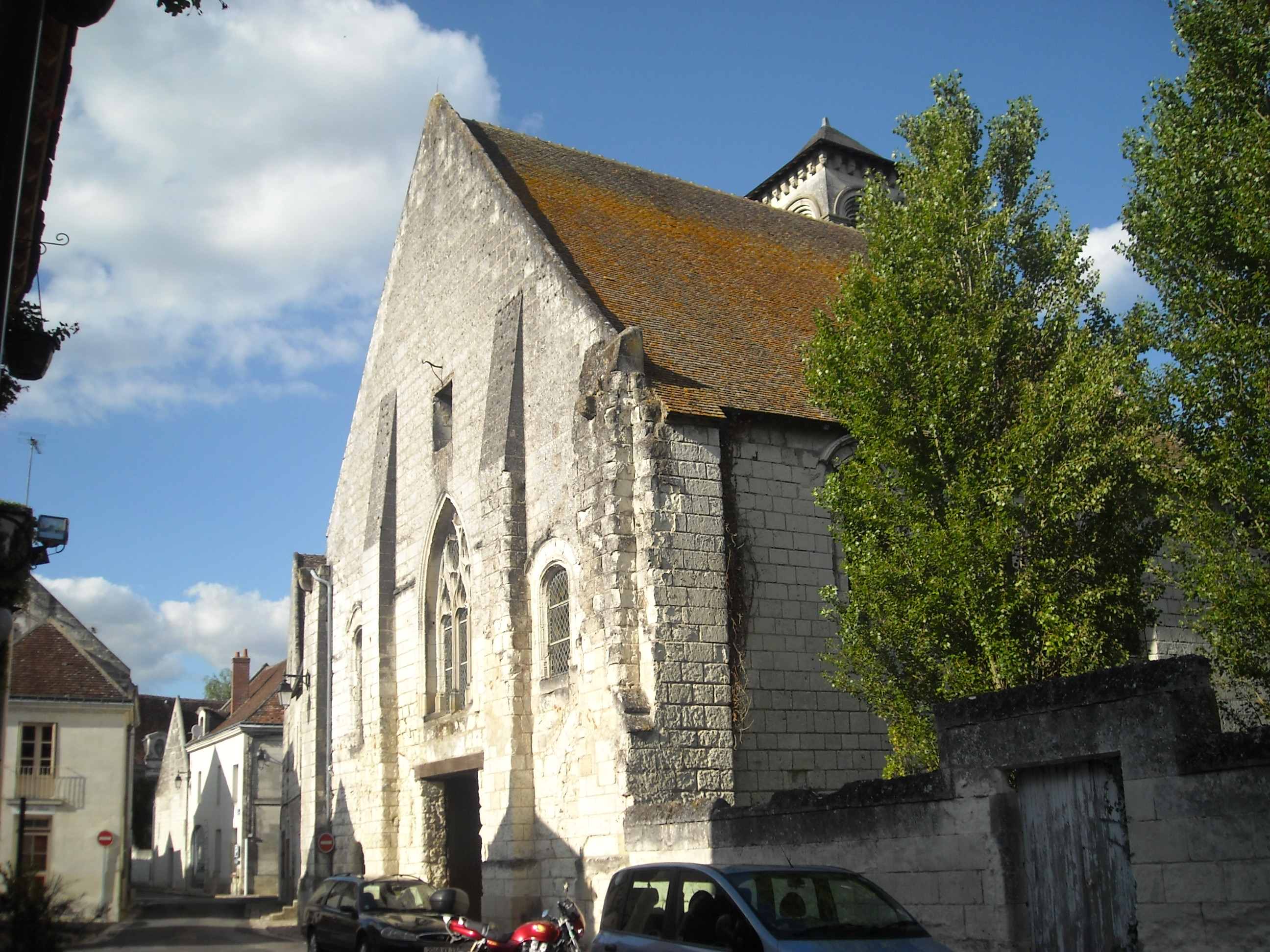
Kirche Saint-Laurent
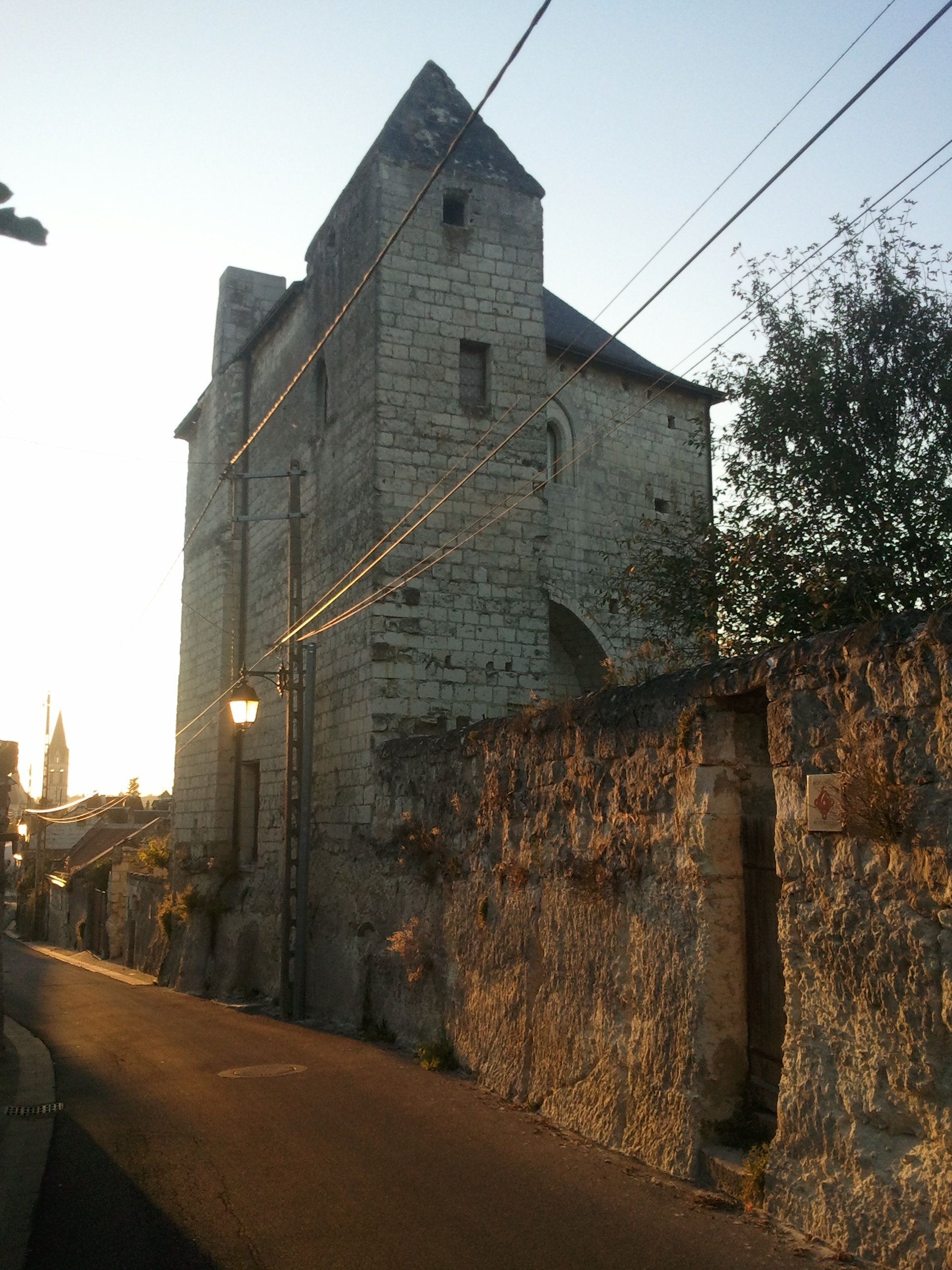
Turm Chevaleau